# Parafia Wniebowstąpienia Pańskiego w Drągowinie
Parafia Wniebowstąpienia Pańskiego w Drągowinie – parafia rzymskokatolicka, położona w dekanacie Lubsko, diecezji zielonogórsko-gorzowskiej, metropolii szczecińsko-kamieńskiej w Polsce, erygowana w XIII wieku.

## Historia
Kościół parafialny od 1540 do 1668 był świątynią luterańską. Do 1972 roku parafia należała do Archidiecezji Wrocławskiej. Dekretem biskupa Józefa Michalika z 1989 została przeniesiona z dekanatu żagańskiego do dekanatu lubskiego.

## Terytorium
- Drągowina
- Kaczenice
- Kotowice
- Niwiska
- Pielice
- Przybymierz
- Skibice
- Sobolice